# Abel Debourle
 (mars 2024).
Si vous disposez d'ouvrages ou d'articles de référence ou si vous connaissez des sites web de qualité traitant du thème abordé ici, merci de compléter l'article en donnant les références utiles à sa vérifiabilité et en les liant à la section « Notes et références ».
Abel Debourle est un organiste, compositeur et pédagogue belge né à Gaurain-Ramecroix le 25 juin 1899 et décédé à Tournai le 27 mai 1990.

## Biographie
Abel Debourle naît le 25 juin 1899 à Gaurain-Ramecroix, près de Tournai. Son père est organiste à l'église du village. Il reçoit ses premières leçons musicales de l'abbé Hasseler. Puis, il suit à Tournai les cours d'orgue du chanoine Joseph-Jules Dedoncker, directeur de l'École Saint-Grégoire, qui forme de nombreux disciples (parmi lesquels Jean Absil).
Après la Grande Guerre, le chanoine Dedoncker lui confie la charge de moniteur à l'École Saint-Grégoire et le convainc de s'inscrire au Conservatoire royal de Bruxelles. Admis en 1920, il y remporte un Premier Prix d'harmonie pratique dans la classe de Paulin Marchand et un Premier Prix d'orgue avec grande distinction (Prix Mailly) dans la classe d'Alphonse Desmet (1923).
Abel Debourle se fixe ensuite à Tournai où se déroule l'essentiel de sa carrière artistique.
En 1919, il devient titulaire de l'orgue de l'église Saint-Quentin, charge à laquelle s'ajoute, en 1921, le titulariat de l'orgue du Collège de Passy-Froyennes et d'organiste des concerts de la « Société de musique ». En sus, il est professeur de piano au Collège Notre-Dame et à l'École Saint-Luc. Plus tard, il enseignera sera aussi à l'Institut Don Bosco.
En 1925, il est invité Outre-Manche où ses concerts sont remarqués. On lui propose d'autres concerts, voire un poste dans une cathédrale anglaise. Mais le musicien hésite et, finalement, rentre à Belgique.
Entretemps, l'épisode de la Seconde Guerre mondiale a fait son œuvre. L'orgue de l'église Saint-Quentin est anéanti par le bombardement du 10 mai 1940. Quant à la « Société de musique », elle n'a pas survécu.
En 1946, l'abbé Abel Delzenne succède au chanoine Joseph-Jules Dedoncker à la direction de l'École Saint-Grégoire. Il organise « Les Matinées de Saint-Grégoire », concerts dont le succès est retentissant. Abel Debourle se joint aux éminents musiciens et musicologues régulièrement invités. Durant quelques années, il profite encore de l'orgue du Collège Passy-Froyennes, jusqu'au retour des Frères en France en 1959. Il devient ensuite organiste de l'église Saint-Jacques à Tournai, poste qu'il occupe jusqu'à l'âge de 85 ans.
Abel Debourle s'éteint à Tournai en mai 1990.

## Le compositeur
Organiste et pédagogue, Abel Debourle développe une importante activité de compositeur.
Son œuvre, dont la réalisation s'étend sur une trentaine d'années, témoigne de l'esprit post-franckiste qui, du début du siècle jusqu'à l'entre-deux guerres, inspirera maints compositeurs belges.
La catégorie consacrée à la musique profane est largement dominée par la mélodie et la littérature pianistique.
Vient ensuite la musique de chambre et les pièces pour orchestre dont la plus importante a pour titre Grande pièce symphonique en ré mineur (1935).
La musique sacrée suit, dont les œuvres les plus significatives ont pour titre Abel, oratorio pour orchestre, solistes et chœur, créé en 1934 dans le cadre des concerts de la « Société musicale », la Cantate Don Bosco, géant de la charité (1946). Enfin, la Messe solennelle en ut mineur pour quatre voix mixtes et deux orgues, composée « À la mémoire de mon frère Robert ».
L'intégralité de l'oeuvre musicale d'Abel Debourle a été confiée aux Archives de l'Etat à Tournai. 

## Décoration
- Chevalier de l'ordre de Léopold II